# The Ballads
《The Ballads》는 2006년 10월 10일 발매된 성시경의 정규 5집 앨범이다. 총 16개의 트랙이 있다.

## 개요
2005년 4월 4집 '다시 꿈꾸고 싶다'를 발매한 직후부터 구상한 정규 5집 앨범으로, 그동안 3, 4집이 김형석과 같이 작업한 음반이라면, 5집은 바로 1, 2집 작업 시 공동작업했던 윤종신과 약 4년여 만에 다시 작업한 앨범이다.

특히 타이틀 곡인 <거리에서>는 발매 직후 엄청난 인기를 몰고 왔고, 이후 성시경의 대표 히트 곡 중 하나로 꼽히고 있다.

그 외에도 이승환 (The Story), 하림, 윤사라 등도 음반에 참여했으며, 루시드 폴의 곡 '오, 사랑'을 리메이크하였다.

## 트랙리스트
1. 거리에서 - 04:40
2. 그리운 날엔 - 04:11
3. 사랑할 땐 몰랐던 것들 - 04:13
4. 그 길을 걷다가 - 04:19
5. 바람, 그대 - 04:12
6. 나 그리고 너야 - 03:57
7. Who Do You Love - 03:56
8. 그 이름 모른다고 - 04:19
9. 비개인 날 - 04:18
10. 새로운 버릇 - 03:45
11. 굿모닝 - 03:57
12. 기억을 나눔 - 04:44
13. 살콤한 상상 (Feat. 정선희) - 03:43
14. 지금의 사랑 (Feat. Ann) - 04:29
15. 그 자리에 그 시간에 - 04:10
16. 오, 사랑 (원곡 루시드 폴) - 03:12

## 일화
- 성시경은 이 앨범 발매 당시 "이 앨범은 나의 20대 시절에 발표하는 마지막 정규 앨범이 될 것"이라고 밝힌 바 있다. 실제로 그 다음 정규 앨범은 그가 30세(만 29세)가 되던 2008년에 발매된다.
- 발매일은 2006년 10월 10일이었다. 그와 친분이 있던, 또는 음악적 스승이기도 했던 신승훈 역시 이 날 10집 《The Romanticist》를 발표했다.